# Реформа катафрактів
Реформа катафрактів — одна з реформ візантійського імператора Никифора ІІ Фоки, направлена на реорганізацію та зміцнення візантійської армії, в ході якої велика увага приділялась важкій кінноті - «катафрактам» (катафрактаріям). Була проведена в другій половині X століття.
Поява стремена, жорсткого сідла і шаблі повело до нової реформи кавалерії.